# 穆卡拉姆·图尔贡巴耶娃
穆卡拉姆·图尔贡巴耶娃（1913年5月13日—1978年11月26日），乌兹别克族，苏联著名芭蕾舞者與編舞家。

## 生平
图尔贡巴耶娃於1913年出生於斯科別列夫（一說為沙赫里漢），自幼成長於叔伯的家庭，她早年曾就讀教育學院並參加演出獲獎，1929年至1933年於烏茲別克歌劇院下的舞蹈教室學習，1929年於撒馬爾罕新成立的烏茲別克歌劇與芭蕾劇院（今納沃伊劇院）擔任演員，1931年成為該劇院的獨唱，1937年成為編舞家，1938年主演以對抗巴斯瑪奇運動為主題的烏茲別克首齣芭蕾舞劇〈沙希達〉（Shkhida）。1945年至1957年她於烏茲別克編舞學院擔任教師；1978年图尔贡巴耶娃於塔什干逝世。
图尔贡巴耶娃曾在蘇聯各地與世界各國演出，其表演融合了烏茲別克傳統舞蹈與西方舞蹈的元素，後來成為烏茲別克舞蹈的評判標準。1957年她成立了巴霍爾劇團（Bahor）並創作許多劇目，至今該劇團仍在烏茲別克享有盛名。图尔贡巴耶娃編舞的作品包括〈木那捷特〉（Munojat）、〈棉花〉（Pakhta）與〈拉哈特〉（Rakhat）等，其中最著名的為以烏茲別克傳統音樂伴奏的〈塔諾瓦爾〉（Tanovar）。

## 荣誉
苏联：
- 乌兹别克苏维埃社会主义共和国人民艺术家（1937）
- 1946年斯大林奖二等奖（在乌兹别克舞蹈方面的杰出成就）
- 1951年斯大林奖三等奖（参与歌剧《古丽萨拉》的制作与演出）
- 苏联人民艺术家（1959）
- 乌兹别克苏维埃社会主义共和国哈姆扎国家奖（1967）
- 1973年苏联国家奖
- 列宁勋章（1951）
- 两次劳动红旗勋章（1937,1950）
- 两次荣誉勋章（1957,1965）
- 劳动英勇奖章（1941）
- 劳动优秀奖章（1945）
- 1941-1945年伟大卫国战争中忘我劳动奖章

乌兹别克斯坦：
- 杰出功绩奖章（2001）

## 纪念
塔什干現有穆卡拉姆·图尔贡巴耶娃博物館以图尔贡巴耶娃的生平與作品為主題，展示其表演的服裝、海報與音頻等文物。